# Prawa kardynalne
Prawa kardynalne – ustawy z drugiej połowy XVIII wieku.

## 1767-1768
Pierwsze prawa kardynalne zostały przeforsowane w latach 1767–1768 w Warszawie na sejmie, zwanym repninowskim. Obejmowały podstawowe zasady ustroju demokracji szlacheckiej, gwarantujące szlachcie: wolną elekcję, utrzymanie liberum veto na sejmach, prawo wypowiadania posłuszeństwa królowi, nietykalność osobistą (neminem captivabimus), przywileje w sprawowaniu rządów oraz posiadania ziemi i władzy nad chłopstwem.
Zostały zagwarantowane przez Katarzynę II. Nawiązywały one duchem do artykułów henrykowskich i również miały charakter ustawy zasadniczej. Prawa te nie miały możliwości się zmienić – miały być stałe. Zapewniały one utrzymanie dawnego porządku rzeczy, na co przystała koalicja magnatów i „zwolenników polityki państw ościennych”. Dzięki temu prawa uzyskały w 1768 gwarancję ze strony Rosji, zaś w 1775 wszystkich trzech mocarstw ościennych (Prusy, Austria i Rosja). W wyniku takiego przebiegu sprawy sąsiedzi Polski zdobyli możliwość wywierania wpływu na jej politykę wewnętrzną. Zostały uchylone przez Sejm Czteroletni, a przywrócone w 1793 przez sejm grodzieński.
Mianem praw kardynalnych określa się również zbiór podstawowych zasad ustrojowych sformułowanych już w wieku XVII. Ich przestrzeganie gwarantowało utrzymanie słynnej złotej wolności.
Sejm w 1768 uchwalił następujące prawa kardynalne i sprawy zaliczające się do materiae status, a więc możliwe do uchwalenia bądź zmiany jedynie przy jednogłośnym orzeczeniu sejmu:

### Prawa kardynalne (niezmienne)
- Zasada wolnej elekcji
- Zasada liberum veto ograniczona do materii status, dotychczasowe zrywanie sejmów zostało zniesione
- Zasada Neminem Captivabimus – nietykalności osobistej szlachty
- Prawo do wypowiadania posłuszeństwa królowi (zawiązywania konfederacji i rokoszu)
- Wyłączne prawo dla szlachty do piastowania urzędów i posiadania ziemi
- Niemal nieograniczona władza dziedziców nad chłopami (oprócz możliwości karania śmiercią zarezerwowanej odtąd dla sądu ziemskiego, grodzkiego, lub miejskiego; za zabójstwo chłopa dokonane złośliwie i nieprzypadkowo szlachcic nie zapłatą główszczyzny, lecz utratą własnej głowy swojej karany w sądzie przyzwoitym być powinien – rozciągnięto na całą Rzeczpospolitą normy art. 1 rozdziału 12 Trzeciego Statutu Litewskiego z 1588)
- Unia z Litwą
- Utrzymanie przywilejów Prus Królewskich
- Zasada równości – Każdy szlachcic posiada równe prawo do dziedzictwa dóbr ziemskich, honorów, godności senatorskich, marszałkowskich i urzędów duchownych, świeckich, przywilejów na starostwa grodowe i niegrodowe. Równości tej nie umniejszają żadne tytuły[3].

### Materiae status
Materiae status (łac. materie państwowe) – prawa, które można było zmienić jedynie za zgodą wszystkich posłów na sejmie.
- Zmienianie i podnoszenie podatków
- Powiększanie wojska
- Zawieranie przymierzy i umów handlowych
- Wypowiadanie wojny i zawieranie pokoju
- Sprawy monetarne
- Zmiany sposobu sejmowania i sejmikowania
- Zwoływanie pospolitego ruszenia
- Zmiany i tworzenie nowych urzędów
- Nadawanie indygenatu[3]

Inne sprawy zaliczono do spraw ekonomicznych decydowanych większością głosów.

## 1775
Prawa kardynalne były dyskutowane na sejmie w 1775 r. Nowe ich wydanie w artykule 2 potwierdzało to z 1768 z pewnymi zmianami, takimi jak utworzenie Rady Nieustającej.

## 1791
W styczniu 1791 Sejm Wielki dokonał trzeciej redakcji „Praw kardynalnych” odrzucając w artykule 7 ich carską gwarancję „Wszelka cudzoziemska gwarancja rządu polskiego, przeciwna niepodległości Rzeczypospolitej, i uwłaczająca jej samowładności jest i na zawsze będzie nieważną, i aby żadna podobna pod jakimkolwiek bądź pretekstem od nikogo w Rzeczypospolitej proponowaną i przyjętą być nie mogła, tym prawem kardynalnym warujemy.” Radę Nieustającą Sejm zlikwidował dwa lata wcześniej 21 I 1789.
Artykuł 11 uznaje się za początek praw gwarantujących wolność słowa w Polsce.

## 1793
Sejm rozbiorowy w 1793 r. w większości odrzucił zmiany Sejmu Wielkiego i przywrócił stan poprzedni.